# Leioproctus aurescens
Leioproctus aurescens là một loài Hymenoptera trong họ Colletidae. Loài này được Cockerell mô tả khoa học năm 1921.